# اکینوپسیس اسکیکندانتزی
اکینوپسیس اسکیکندانتزی(نام علمی: Echinopsis schickendantzii) نام یک گونه از سرده اکینوپسیس است.